# Matra-Simca Bagheera
Pour les articles homonymes, voir Bagheera (homonymie).
La Matra-Simca Bagheera est une voiture de sport produite en association par les constructeurs automobiles français Matra et Simca de 1973 à 1980. Propulsée par le moteur 1,3 L de la Simca 1100 TI monté en position transversale arrière, la Matra Bagheera est davantage connue pour son aménagement avec trois places à l'avant du véhicule, pour maximiser l'espace intérieur en fonction de la position du moteur, que pour ses performances.

## Historique

### Contexte
La Bagheera trouve son origine dans l'accord conclu entre Matra et Simca-Chrysler en décembre 1969, qui met un terme à la production de la 530. Pour rentabiliser les coûts déjà investis dans la fabrication de la voiture et éviter des dépenses liés au lancement d'un nouveau modèle, Jean-Luc Lagardère demande à Philippe Guédon de mettre le moteur de 1,8 L de Chrysler dans une version améliorée de la 530. Cependant, Simca préfère voir naître une toute nouvelle voiture et délaisser la Matra 530.

### Conception et développement
La conception de la Bagheera débute en 1970 sous le nom de code M550 et aboutit à la réalisation d'un premier prototype en 1971. Un accord avec Simca conduit à l'adoption d'un moteur 4 cylindres installé en position transversale, comme sur la Matra 530. L'un des objectifs pour Philippe Guédon, responsable de l'étude de la M550, est de loger confortablement trois adultes dans l'habitacle. Trois et pas quatre, car il a remarqué que quotidiennement, il est rare de voir quatre passagers à bord des véhicules et privilégie donc trois « vraies » places. Le design de la voiture, confié à Jacques Nocher, accompagné de Jean Thropieux, opte pour une approche plus consensuelle par rapport à la 530, également dessinée par Jacques Nocher.
Deux prototypes roulants nommés « Bagheera U8 »  sont développés à partir de 1973, motorisés par un accouplement de deux moteurs Poissy de 1 294 cm3 (l'un de la Simca Rallye et l'autre de la 1100 TI). Ces deux moteurs identiques, mais qui tournent en sens inverse l'un de l'autre, permettent de les monter ensemble dans une architecture en U. Cette configuration donnait ainsi un 8 cylindres en U de 2 588 cm3, développant 168 ch à 6 200 tr/min, 22 mkg à 4 000 tr/min et 220 km/h en pointe. Le premier choc pétrolier entraîne cependant l'abandon du projet et de l'idée elle-même en raison de la consommation jugée beaucoup trop importante (28 L/100 km).
La Bagheera subit entre 1972 et 1973 plusieurs tests d'endurance de longue durée réalisés dans des conditions climatiques extrêmes, en Mauritanie et en Laponie, afin de vérifier la résistance des matériaux, comme la carrosserie en fibre de verre, ainsi que les assemblages.

### Présentation, lancement et améliorations
La Bagheera est présentée à la presse le 14 avril 1973 sur le terre-plein face au lac d'Annecy. Les premières livraisons ont lieu en juillet 1973, à la suite de la deuxième victoire de Matra Sports au 24 Heures du Mans face à Ferrari. Le constructeur propose des modèles équipés du « moteur Poissy » de la Simca 1100 Ti, d'une cylindrée de 1 294 cm3 développant 84 ch DIN à 6 000 tr/min. Mais cette motorisation, modeste pour un véhicule présenté comme « sportif » et au regard de la concurrence, permet toutefois à la Bagheera d'atteindre les 180 km/h grâce à son aérodynamisme.
En 1975, apparaît la très chic série limitée Courrèges entièrement habillée de blanc par le couturier André Courrèges. Cette même année, avec la sortie de la Bagheera S, Matra emprunte le 1 442 cm3 de la Simca 1308 GT. La puissance atteint alors 90 ch DIN à 5 800 tr/min. L'alimentation est toujours assurée par deux carburateurs double corps verticaux Weber 36 DCNF. La « S » reçoit par ailleurs un équipement plus riche.
En juillet 1976 (millésime 1977), la Bagheera est restylée et sa ligne modernisée avec notamment des pare-chocs plus enveloppants et une surface vitrée majorée, ainsi que diverses améliorations techniques, tandis que les motorisations restent identiques. La Courrèges reçoit une sellerie crème et non plus blanche.
Cette dernière disparaît en 1977 au profit de la Bagheera X, nouvelle version haut de gamme toujours équipée du 1 442 cm3 de 90 ch de la « S », qui se reconnaît à sa peinture spécifique avec notamment des pare-chocs vert fluo ornés de filets noirs.
En 1979, les modèles de base perdent le 1 294 cm3 au profit du 1 442 cm3, mais équipé cette fois d'un simple carburateur double corps limitant alors la puissance à 84 ch DIN à 5 600 tr/min. Les modèles « S » conservent leur double carburateur Weber DCNF. La série limitée Jubilé est présentée en mars de cette même année.

### Arrêt et succession
En 1980, tous les modèles sont équipés d'un allumage transistorisé à effet Hall, mais le retrait de la Bagheera intervient dès septembre. À la suite du rachat des filiales européennes de Chrysler par PSA et de la renaissance de la marque Talbot, la Bagheera reçoit le badge Talbot-Matra pour ce qui sera son dernier millésime. La production s'arrête avec l'arrivée de la Talbot-Matra Murena.

## Les différentes versions

### Finitions
À la sortie de la Bagheera, deux niveaux de finitions sont proposés, appelés types 1 et 2, jusqu'en septembre 1975. La type 1, uniquement disponible en France, correspond à un modèle de « base », tandis que la type 2 propose des équipements plus luxueux.

## Caractéristiques

### Chaîne cinématique

#### Motorisations
| Modèle et boîte                        | Construction | Moteur                    | Cylindrée         | Performance                  | Couple                 | 0 à 100 km/h | Vitesse maximale | Consommation et émissions de CO2 |
| -------------------------------------- | ------------ | ------------------------- | ----------------- | ---------------------------- | ---------------------- | ------------ | ---------------- | -------------------------------- |
| Matra-Simca Bagheera (boîte méca. 4)   | 1973 - 1979  | 4 cylindres en ligne 3 G4 | 1 294 cm3 (1,3 L) | 62 kW (84 ch) à 6 000 tr/min | 108 N m à 3 200 tr/min | 12,7 s       | 180 km/h         | 8,6 L/100 km-                    |
| Matra-Simca Bagheera (boîte méca. 4)   | 1979 - 1980  | 4 cylindres en ligne 6Y2  | 1 442 cm3 (1,5 L) | 62 kW (84 ch) à 5 600 tr/min | 124 N m à 3 200 tr/min |              | 185 km/h         |                                  |
| Matra-Simca Bagheera S (boîte méca. 4) | 1975 - 1979  | 4 cylindres en ligne 6Y4  | 1 442 cm3 (1,5 L) | 66 kW (90 ch) à 5 800 tr/min | 124 N m à 3 200 tr/min | 12,5 s       | 190 km/h         |                                  |
| Matra-Simca Bagheera X (boîte méca. 4) | 1979 - 1980  | 4 cylindres en ligne 6Y4  | 1 442 cm3 (1,5 L) | 66 kW (90 ch) à 5 800 tr/min | 120 N m à 3 200 tr/min |              | 190 km/h         |                                  |

### Mécanique
Les pneumatiques d'origine sont des Michelin XAS FF (Formule France), de 155HR13 à l'avant, et 185HR13 à l'arrière. Le diamètre supérieur des pneus arrière permet d'augmenter le développement de la transmission tout en gardant la boîte de vitesses et donc le pont d'origine Simca.

### Châssis et carrosserie
Sa carrosserie est entièrement réalisée en composite : polyester armé de fibres de verre, soit rivetée, soit collée sur un châssis plateforme en acier autoportant. Sa répartition des masses (42 % avant / 58 % arrière) et son système de freinage à quatre freins à disque lui confèrent un excellent comportement routier : dynamique et joueur.

### Intérieur, options et accessoires

#### Les options
La Bagheera type 1 dispose de nombreuses options, pour la plupart présentes de série sur la type 2. On retrouve la lunette arrière dégivrante, les ceintures à enrouleur, la radio ou radio K7 avec antenne, la peinture métallisée et les pneus formule France. Seules les trois dernières options sont aussi proposées sur la type 2.